# Cédrine Kerbaol
Cédrine Kerbaol, née le 15 mai 2001 à Brest, est une coureuse cycliste professionnelle française.

## Biographie
De parents pratiquant de nombreux sports dont le trail et la course à pied, Cédrine Kerbaol grandit à Plouarzel en Bretagne. Elle commence le sport dès son plus jeune âge, par le VTT avant de se consacrer au cyclisme sur route avec le club de Saint-Renan. Elle obtient un Bac S avec mention en juillet 2019 et prépare la même année un BTS diététique, à Saint-Brieuc. En 2021 à Épinal, elle crée la surprise en montant sur la troisième marche du podium lors du championnat de France du contre-la-montre, juste derrière les deux favorites Audrey Cordon-Ragot et Juliette Labous.
En 2022, Cédrine Kerbaol rejoint Cofidis avec un contrat portant sur deux saisons. En octobre, l'équipe Ceratizit-WNT annonce l'arrivée en 2023 de Kerbaol, ce qui suscite la réaction de Cédric Vasseur, manager de Cofidis, affirmant que la coureuse est toujours sous contrat avec sa formation. En fin d'année, elle quitte bien la formation Cofidis pour rejoindre Ceratizit-WNT,,.

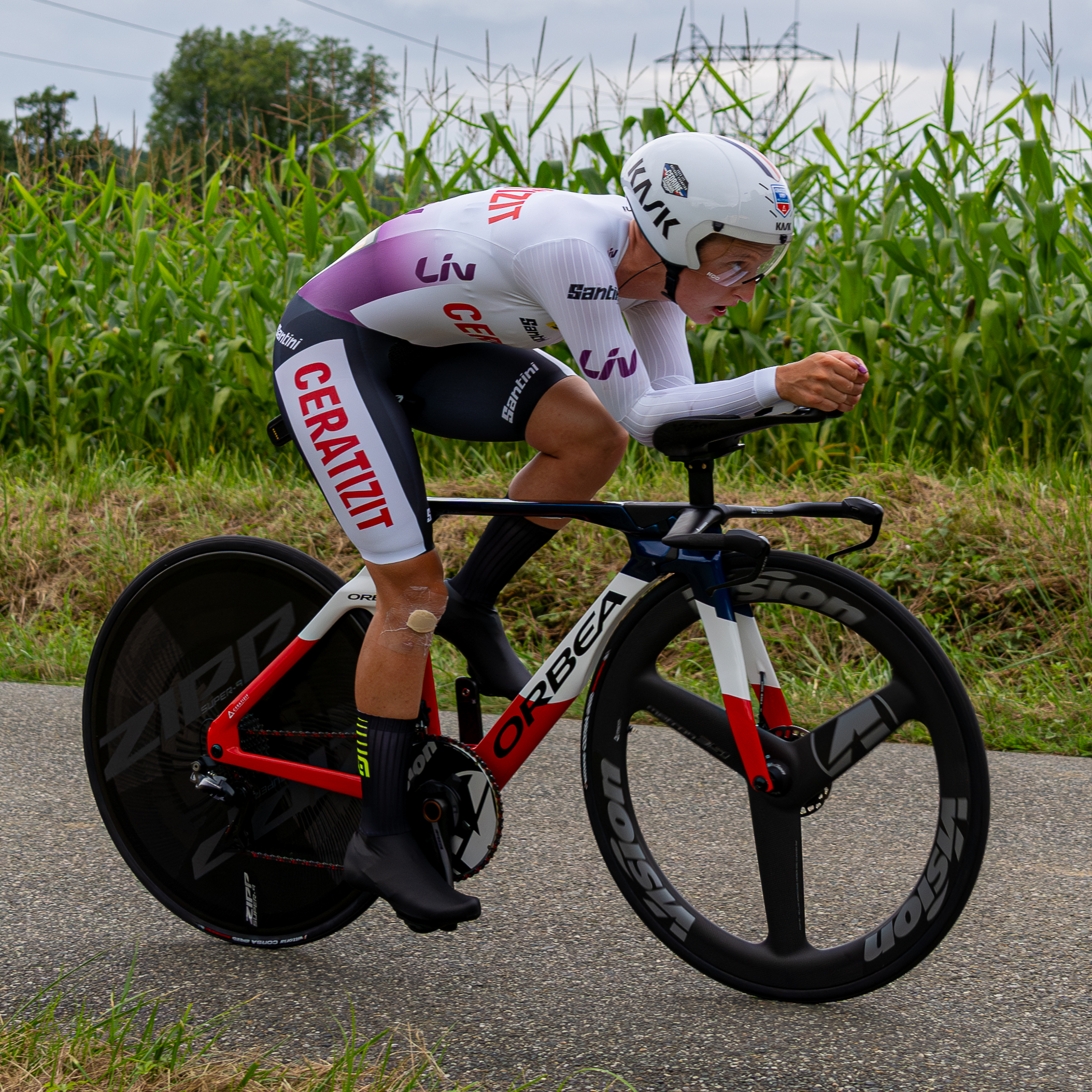
Cédrine Kerbaol sur son vélo de championne de France du contre-la-montre sur le Tour de France Femmes 2023.

En 2023, elle remporte le championnat de France du contre-la-montre et le Tour de Normandie. Fin juillet, elle participe à son premier Tour de France, où elle termine douzième et meilleur jeune. En août, elle décroche deux médailles d'argent aux championnats du monde lors du relais mixte et du contre-la-montre espoirs, où elle termine à 8 secondes de l'Allemande Antonia Niedermaier.
Elle poursuit sa progression lors de la saison 2024 avec deux succès en Espagne sur le  Tour de la Communauté valencienne et Durango-Durango Emakumeen Saria. Deuxième du championnat de France du contre-la-montre, elle n'est pas retenue pour les Jeux olympiques de Paris, à sa grande déception. En août, elle prend part à son deuxième Tour de France, où elle s'illustre en remportant en solitaire la sixième étape après une attaque à 14 kilomètres de l'arrivée, ce qui lui permet de remonter à la deuxième place provisoire du classement général. 35 ans après la victoire de Jeannie Longo en 1989, c'est la première vainqueure française d'une étape du Tour de France féminin, dans cette nouvelle version créée en 2022. Elle termine finalement à la sixième place du classement général. Elle quitte l'équipe Ceratizit-WNT à la fin de la saison 2024 pour rejoindre EF-Oatly-Cannondale,.

## Palmarès sur route

### Par années
- 2017
  - 3e du championnat de France sur route cadettes
- 2018
  - 2e du Prix de la Ville du Mont Pujols
- 2019
  -  Championne de France sur route juniors
  -  Championne de France sur route du relais mixte juniors
  - 3e du championnat de France du contre-la-montre juniors
- 2021
  -  Championne de France du contre-la-montre espoirs
  - Prix de la Ville de Morteau
  - 3e du championnat de France du contre-la-montre
- 2022
  - 2e du Bretagne Ladies Tour
  - 3e du championnat de France du contre-la-montre
  -  Médaillée de bronze du contre-la-montre des Jeux méditerranéens
- 2023
  -  Championne d'Europe du contre-la-montre en relais mixte
  -  Championne de France du contre-la-montre
  - Tour de Normandie : 
    - Classement général
    - 2e étape

  -  Médaillée d'argent du championnat du monde du contre-la-montre espoirs
  -  Médaillée d'argent du championnat du monde du contre-la-montre par équipes en relais mixte
  - 2e du Grand Prix du Morbihan Féminin
  - 6e de la RideLondon-Classique
  - 9e du championnat d'Europe du contre-la-montre espoirs
- 2024
  - Tour de la Communauté valencienne
  - Durango-Durango Emakumeen Saria
  - 6e étape du Tour de France
  - Chrono "Roland bouge !"
  - Trois vallées varésines
  - 2e du championnat de France du contre-la-montre
  - 6e du Tour de France
  - 9e de la Classic Lorient Agglomération
  - 10e du Tour de Romandie
- 2025
  -  Championne de France du contre-la-montre
  - 3e du Trofeo Binissalem-Andratx
  - 4e de Liège-Bastogne-Liège
  - 4e du Tour d'Espagne
  - 6e du Tour de Suisse
  - 8e du Tour de France

### Résultats sur les grands tours

#### Tour de France
3 participations
- 2023 : 12e,  vainqueure du classement de la meilleure jeune
- 2024 : 6e, vainqueure de la 6e étape
- 2025 : 8e

#### Tour d'Italie
1 participation
- 2024 : abandon (4e étape)

#### Tour d'Espagne
1 participation
- 2025 : 4e

### Classements mondiaux
| Année                                 | 2020 | 2021 | 2022 | 2023 | 2024 |
| ------------------------------------- | ---- | ---- | ---- | ---- | ---- |
| Classement UCI                        | 643e | 303e | 246e | 42e  | 23e  |
| UCI World Tour                        | nc   | nc   | nc   | 69e  | 39e  |
|                                       |      |      |      |      |      |
| Légende : nc = non classéSource : UCI |      |      |      |      |      |